# Красноярка (Сєверний район)
Красноя́рка (рос. Красноярка) — село у складі Сєверного району Оренбурзької області, Росія.

## Населення
Населення — 229 осіб (2010; 264 у 2002).
Національний склад (станом на 2002 рік):
- росіяни — 81 %